# 切頂六百胞体
切頂六百胞体（せっちょうろっぴゃくほうたい、英: Truncated hexacosichoron）とは、 四次元半正多胞体の一種である。正六百胞体の頂点を切り落としたもので、三次元の切頂二十面体に相当する。
- 構成立体：正二十面体 120個、切頂四面体 600個
- 構成面：正三角形 2400枚、正六角形 1200枚
- 辺：4320
- 辺形状：720の辺には切頂四面体3個が集まり、残りの3600の辺には正二十面体1個と切頂四面体2個が集まる。
- 頂点：1440
- 頂点形状：五角錐（正二十面体 1個、切頂四面体 5個）